# Jean-Claude Chambon
Pour les articles homonymes, voir Chambon.
Jean-Claude Chambon est un journaliste français, également scénariste et réalisateur pour le cinéma et la télévision.

## Biographie
Journaliste de formation, Jean-Claude Chambon a créé le quotidien Ciné Chiffre, le Cinéma de France et le centre Chopin, école de piano. Au cinéma, il a réalisé un unique long-métrage, Les Pieds Nickelés, d'après la bande dessinée du même nom.

## Filmographie

### Comme réalisateur
- 1964 : Les Pieds Nickelés

### Comme scénariste
- 1980 : Le nœud de vipères de Jacques Trébouta (téléfilm)
- 2001 : Les Cordier, juge et flic (série télévisée)
- 2001 : Une femme d'honneur (série télévisée)
- 2001 : Le Prix de la vérité de Joël Santoni (téléfilm)